# Rhoda Rennie
Rhoda Lilian Rennie, född 2 maj 1909 i Benoni, död 11 mars 1963 i Johannesburg, var en sydafrikansk simmare.
Rennie blev olympisk bronsmedaljör på 4 x 100 meter frisim vid sommarspelen 1928 i Amsterdam.